# Сквер Академика Лихачёва
Сквер Академика Лихачева — парк в Выборгском районе Санкт-Петербурга, разбитый одновременно с постройкой дома в конце 1960-х годов на пересечении 2-го Муринского проспекта и Болотной улицы. Получил название сквер Академика Лихачёва 3 октября 2014 года. Присвоение имени учёного было инициативой местных жителей и районной администрации. У сквера находится дом, где жил Дмитрий Сергеевич Лихачев.
В доме № 34 по 2-му Муринскому проспекту Дмитрий Сергеевич прожил более 30 лет, поэтому сквер и назван его именем. Позади дома проходит получившая своё имя в 2006 году аллея Академика Лихачёва.